# Decamethylferrocen
Decamethylferrocen ist eine chemische Verbindung des Eisens aus der Gruppe der Sandwichkomplexe bzw. Metallocene.

## Gewinnung und Darstellung
Decamethylferrocen kann aus einem Derivat von Pentamethylcyclopentadien durch Reaktion mit Eisen(II)-chlorid gewonnen werden.
{\displaystyle \mathrm {2\ Li(C_{5}Me_{5})+FeCl_{2}\longrightarrow Fe(C_{5}Me_{5})_{2}+2\ LiCl} }

## Eigenschaften
Decamethylferrocen ist ein oranger kristalliner geruchloser Feststoff.

## Verwendung
Decamethylferrocen wird zur Herstellung von Charge-Transfer-Komplexen verwendet. Durch milde Oxidationsmittel wie Ag+ wird Decamethylferrocen Cp*2Fe (mit Cp* = Pentamethylcyclopentadienyl) zum grünen Monokation Cp*2Fe+ oxidiert (paramagnetisch, ein ungepaartes Elektron). Mit sehr starken Oxidationsmitteln wie SbF5 oder AsF5 in SO2 oder XeF+ Sb2F11− in HF/SbF5 gelingt die Oxidation zum braunen Dikation (paramagnetisch, zwei ungepaarte Elektronen). Je nach Wahl des schwach koordinierenden Gegenions weist Cp*2Fe2+ parallele Cp*-Ringe (für Sb2F11−), bzw. einen Abknickwinkel von 17° zwischen den Cp*-Ringen auf (für SbF6−).